# Shibaura Institute of Technology
Shibaura Institute of Technology, SIT (jap. 芝浦工業大学 Shibaura Kōgyō Daigaku), w skrócie Shibaura Kōdai (jap. 芝浦工大 Shibaura Kōdai).

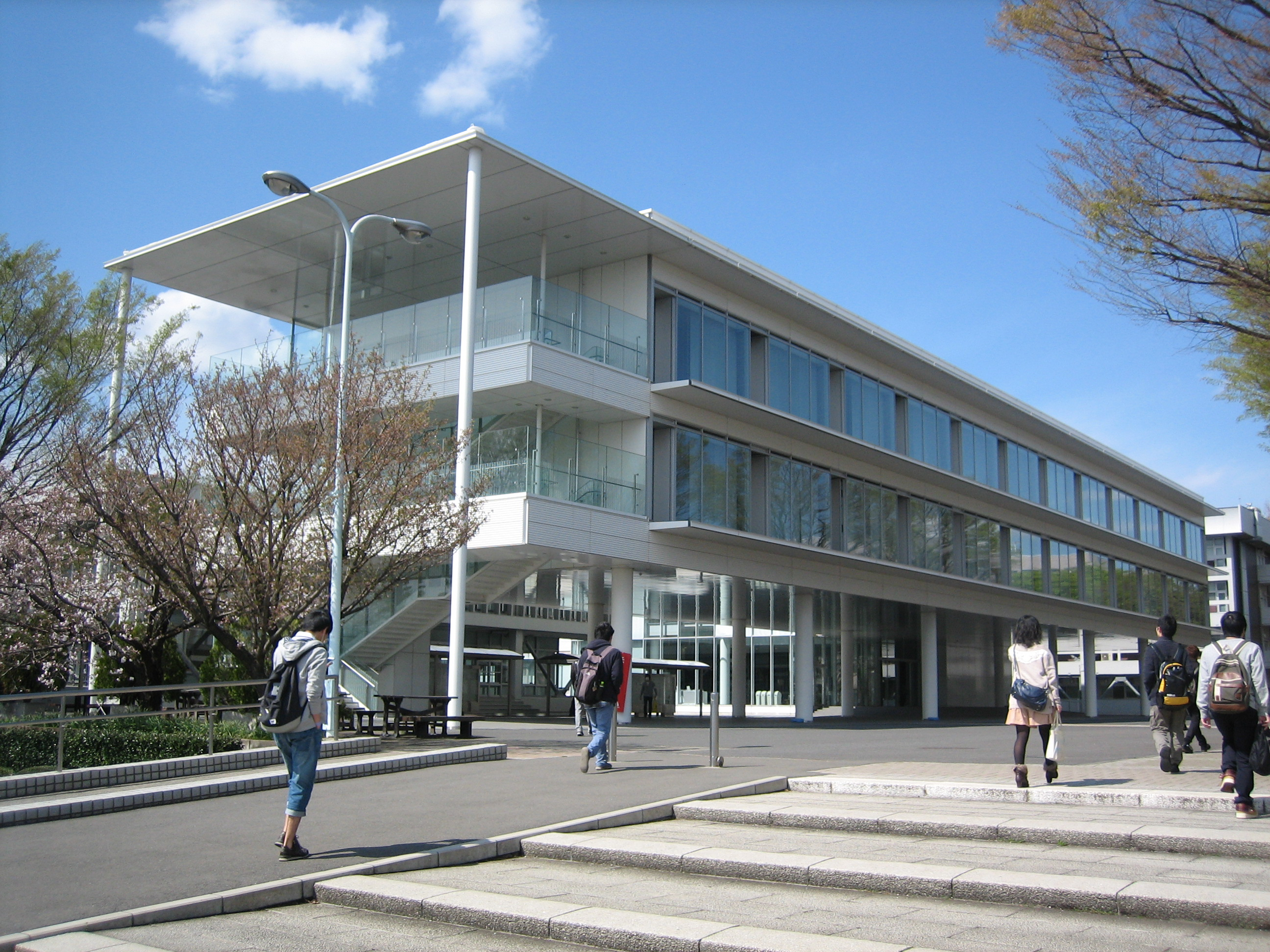
Kampus Ōmiya

Posiada trzy kampusy, znajdujące się w Tokio (Toyosu i Shibaura) oraz Saitamie (Ōmiya). Jest jedyną niepubliczną politechniką objętą japońskim programem Top Global University Project, którego celem jest zwiększenie światowego znaczenia oraz zasięgu publicznych i prywatnych uczelni japońskich.

## Historia
Została założona w 1927 roku przez doktora Shirō Arimoto (1896–1938) jako Tokijska Wyższa Szkoła Przemysłu i Handlu. Uczelnia była pierwotnie położona w Ōmori, w dzielnicy Ōta, skąd przeniesiono ją do dzielnicy Minato, gdzie została przekształcona w Shibaura Institute of Technology.

## Kampusy
Główny kampus Shibaura Institute of Technology mieści się w tokijskiej Toyosu w dzielnicy Kōtō.
Oprócz niego, budynki uczelni rozmieszczone są w dwóch innych kampusach. Kampus Ōmiya znajduje się w Saitamie, zaś najstarszy kampus Shibaura w tokijskiej dzielnicy Minato.
Studenci pierwszego stopnia spędzają pierwsze dwa lata w kampusie Ōmiya. Następnie, w zależności od wybranego kierunku, kontynuują studia na jednym z trzech kampusów.